# Tipula (Ramatipula) bangerterana
Tipula (Ramatipula) bangerterana is een tweevleugelige uit de familie langpootmuggen (Tipulidae). De soort komt voor in het Oriëntaals gebied.